# Томский областной театр драмы
Томский областной ордена Трудового Красного Знамени театр драмы — один из старейших театров в Сибири, расположенный в городе Томске.

## История

### Театральное дело в Томске до основания театра драмы
Первое здание театра в Томске
О строительстве театрального здания в Томске заговорили в 1848 г., после того как город посетила странствующая труппа актеров под управлением И. Маркевича. Первой сценической площадкой в Томске стал перестроенный Манеж гарнизонных казарм.

Первое в Томске деревянное здание театра построено в 1850 году. Для сбора средств на его строительство был пущен подписной лист, а недостающую сумму вложил Николай Евтихиевич Филимонов, томский предприниматель-золотопромышленник, городской глава Томска (1840—1848).
Первый в Томске театр просуществовал 32 года. К 1882 году здание сильно обветшало, что играть там спектакли стало опасно. Летом того же года здание театра продали за 200 руб. на дрова.
«Королёвский» театр
Новое здание театра в 1885 году построили по проекту архитектора П.П. Нарановича на средства томского купца Е.И. Королёва.   Королёвский театр открылся 19 сентября 1885 года спектаклем «Без вины виноватые» А. Островского и «Затейница» Д. Мансфельда.

Во время первой русской революции 1905 года королёвский театр стал местом проведения митингов и собраний. В один из октябрьских дней организованное в здании театра Томским комитетом РСДРП собрание было разгромлено томскими черносотенцами, которые подожгли здание театра. Королёвский театр навсегда прекратил свою деятельность 20 октября (2 ноября) 1905 г.
Театральная жизнь в 1905 — 1944 года
После 1905 года спектакли игрались в здании Общественного собрания Томска и в театральном зале Бесплатной народной библиотеки. Со временем стали появляться новые театральные площадки: в 1908 г. построен летний театр в саду «Буфф», в 1913  — электротеатр «Новый» (ныне Томский ТЮЗ), в 1915 — камерный театр «Интимный» (позже преобразован в  кинотеатр им. М. Горького).
В 1918 году организован Народный театр Совета рабочих и солдатских депутатов, а его руководителем был назначен выпускник МХАТовской школы И.Г. Калабухов. В спектаклях этого коллектива играли профессионалы высокого класса – Э.Л. Шиловская, А.Э. Рошковский и В.П. Редлих.
В октябре 1920 года в город приехал Театр студийных постановок под руководством А.Д. Попова.
В ноябре 1922 года в бывшем здании Общественного собрания был организован «Большой городской театр». В 1923 году после приезда А.В. Луначарского в Томск, театр переименовали в Театр драмы и комедии имени А.В. Луначарского.
В 1934 году в Томск прибыла Л.С. Самборская с труппой Западно-Сибирского краевого театра драмы. В 1935 году Лина Семёновна приняла на работу заведующим литературной частью ссыльного Николая Эрдмана, который проработал на этой должности один сезон.
Осенью 1940 года художественным руководителем театра стал режиссер В.В. Гарденин. Его спектакли «Канцлер и слесарь» А. Луначарского, «Маскарад» М. Лермонтова, «Старик» М. Горького, «Касатка» Л. Толстого вывели театр на новый творческий уровень.
В августе 1941 года Томский театр, в связи с военным положением, был переведён в Кемерово (о дальнейшей истории труппы - см.: Кемеровский областной театр драмы имени А. В. Луначарского). С 1941 по 1944 год в Томске работал коллектив Первого Белорусского государственного театра, который приехал вместе с эвакуированными с запада заводами. Театр восстановил 11 спектаклей прежнего репертуара, создал 14 новых постановок, показал 870 спектаклей, которые посмотрели 747 тысяч зрителей. Спектакли шли на русском и белорусском языках. В 1944 году, режиссером Л.М. Литвиновым, была поставлена знаменитая «Павлинка» Я. Купалы, которая стала визитной карточкой театра.

### Томский театр драмы
В 1945 году в Томск прибыл бывший фронтовой театр им. В.П. Чкалова. Его художественным руководителем в первый год существования в Томске был П.Г. Антокольский.

Томский областной драматический театр имени В.П.Чкалова открылся 30 апреля 1945 спектаклем «Давным-давно» по пьесе А. Гладкова. В спектакле играли не только актеры фронтового театра, но и актеры, вернувшиеся из Кемерово, актеры Нарымского окружного театра, который в 1944 году был переведен в Томск. Первоначально театр размещался по адресу переулок Нахановича, 4, сейчас здесь находится Томский ТЮЗ; в этих помещениях областной драматический театр проработал до 1978 года.
В августе 1964 года томский драматический театр показал три спектакля на сцене Кремлевского театра в Москве. 

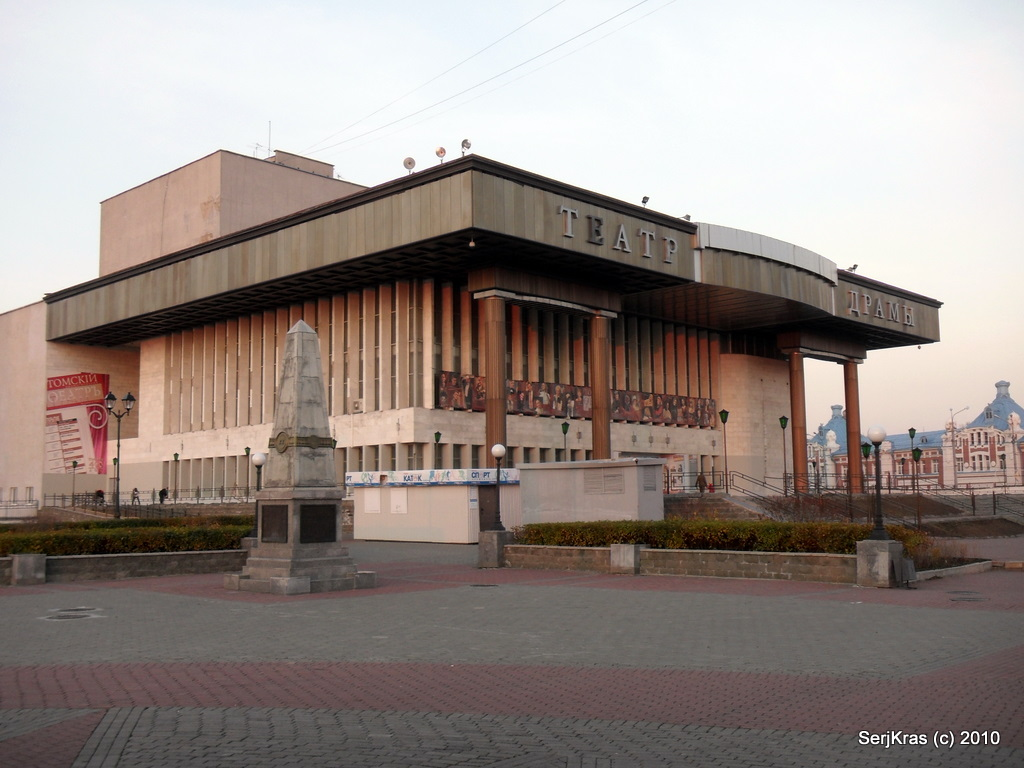
Здание Томского театра драмы, 2010

С 1975 года по 1984 год художественным руководителем театра работал режиссер Ф.Г. Григорьян. В эти годы театр успешно гастролировал по стране – в Ленинграде (1979 г.), в Москве (1980 г.), в Харькове (1985г.), в Саратове и других культурных центрах страны. Театр получил дипломы Всесоюзных и Всероссийских фестивалей, ведущие актёры получили почётные звания «Заслуженный артист РСФСР», «народный артист РСФСР».

Современное здание театра построено на месте, где раньше находился продуктовый рынок (закрыт в 1971 году) и торговые ряды. Оно было сдано в эксплуатацию 30 декабря 1977 года, а открыто 4 февраля 1978 года спектаклем «Солёная падь» по роману С. Залыгина, реж. Ф. Григорьян, в котором участвовала вся труппа. В 1980 году за эту постановку Феликс Григорьян вместе с исполнителем главной роли, артистом В.В. Варенцовым были удостоены Государственной премии им. К.С. Станиславского.
26 апреля 1984 года театр был награждён орденом Трудового Красного Знамени.

## Персоналии

### Главные режиссёры
- 1945 — 1946 — П.Г. Антокольский[4]
- 1946 — 1949 — Н.А. Смирнов
- 1950 — 1951 — Л.А. Лукацкий
- 1951 — 1952 — А.А. Резинин
- 1952 — 1959 — Г.И. Иванов
- 1959 — 1961 — И.Б. Колтынюк[5]
- 1961 — 1962 — Н.И. Курганский
- 1962 — 1966 — М.А. Юфа[6]
- 1966 — 1972 — Б.Ф. Дубенский
- 1973 — 1975 — И.А. Южаков
- 1975 — 1984 — Ф.Г. Григорьян[7]
- 1984 — 1986 — М.Б. Борисов[8]
- 1987 — 1988 — А.В. Лапиков
- 1988 — 1989 — Н.А. Воложанин
- 1991 — 1996 — О.Р. Пермяков[9]
- 1996 — 1999 — Ю.А. Ильин
- 2000 — 2001 — Б.И. Цейтлин
- 2002 — 2011 — Ю.А. Пахомов[10]
- 2013 — 2016 — А.А. Огарёв
- 2019 — н. в. — О.П. Молитвин[11]

### Актёры
В театре в разное время работали:
Яков Рафальсон, Людмила Потапова, Владимир Калисанов, Михаил Борисов, Тамара Лебедева (1946—1988), Георгий Лесников, Наталья Юргенс (1960—1969), Владимир Варенцов, Валентина Бекетова, Людмила Долматова (Коняева), Александр Ратомский, Фрида Томилина, Людмила Жирецкая, Татьяна Владимирова (1973—1982).

### Труппа на 2024 год
| Народные артисты РФ - Валентина Бекетова Заслуженные артисты РФ - Ольга Мальцева - Людмила Попыванова - Виктор Антонов - Александр Постников - Евгений Казаков | Артисты - Андрей Самусев - Владимир Козлов - Вячеслав Радионов - Артём Киселёв - Антон Антонов - Данила Дейкун - Владислав Хрусталёв - Виталий Огарь - Павел Кошель - Александр Горяинов - Дмитрий Янин - Константин Зуев - Дмитрий Упольников - Юрий Шадрин - Константин Калашников - Михаил Чернов | Артистки - Елена Саликова - Олеся Казанцева - Екатерина Мельдер - Елизавета Хрусталёва - Светлана Соболь - Татьяна Тёмная - Елена Дзюба - Ирина Шишлянникова - Аделина Бухвалова - Мария Золотарёва - Екатерина Максимова - Анна Ганжа - Анастасия Золотарева |

## Постановки
- 1974 — «Из племени Кедра», по роману томского писателя Александра Шелудякова. Режиссёр-постановщик: Олег Афанасьев. (премьера 08.10.1974)
- 1997 — «Тебе – через сто лет», поэтический моноспектакль по произведениям Марины Цветаевой. Режиссёр-постановщик: Юрий Ильин, исполнительница: Валентина Бекетова. (премьера 16.02.1997)
- 2001 — «Семейный портрет с посторонним» С. Лобозёрова, Режиссёр: Анатолий Узденский
- 2005 — «Три высокие женщины» Эдварда Олби. Режиссёр: Сергей Стеблюк[14] (премьера 17.11.2005)
- 2007 — «Сирано де Бержерак» Эдмона Ростана. Режиссёр: Сергей Стеблюк[15] (премьера 03.03.2007)
- 2011 — «Женщины на закате в отсутствии мужей» Айвон Менчелл. Режиссёр-постановщик: Сергей Филиппов. (премьера 11.05.2011)
- 2013 — «Деревья умирают стоя», по пьесе Алехандро Касона. Режиссёр-постановщик: Сергей Куликовский. (премьера 28.05.2013)
- 2013 — «Хитроумные влюблённые», по пьесе Лопе де Вега. Режиссёр-постановщик: Дмитрий Васильев. (премьера 04.10.2013)
- 2015 — «Пришёл мужчина к женщине», по пьесе Семёна Злотникова. Режиссёр-постановщик: Анатолий Глухов. (премьера 04.03.2015)
- 2015 — «Роман с кокаином», по роману М. Агеева. Режиссёр-постановщик: Андрей Черпин. (премьера 13.03.2015)
- 2015 — «Анна в тропиках», по пьесе Нило Круза. Режиссёр-постановщик: Александр Огарёв. (премьера 17.04.2015)
- 2015 — «Амели», по роману Амели Нотомб «Метафизика труб». Режиссёр-постановщик: Александр Огарёв. (премьера 30.10.2015)
- 2016 — «Господин Ибрагим и цветы Корана», по роману Э.-Э.Шмитта «Месье Ибрагим и цветы Корана». Режиссёр-постановщик: Наталья Корлякова. (премьера 16.10.2016)
- 2016 — «Как Иван за счастьем ходил», сказка Виктора Ольшанского. Режиссёр-постановщик: Наталья Корлякова. (премьера 21.12.2016)
- 2016 — «Однажды в Африке», по мотивам сказки «Я на солнышке лежу» Сергея Козлова. Режиссёр-постановщик: Николай Терентьев. (премьера 21.12.2016)
- 2017 — «Имажинарiй м-ра О. Генри», по рассказам О. Генри. Режиссёр-постановщик: Андрей Черпин. (премьера 01.10.2017)
- 2017 — «Поминальная молитва», пьеса Григория Горина по мотивам произведений Шолом-Алейхема. Режиссёр-постановщик: Олег Пермяков. (премьера 07.10.2017)
- 2017 — «Маленькая Баба-Яга», сказка Отфрида Пройслера. Режиссёр-постановщик: Андрей Черпин. (премьера 21.12.2017)
- 2018 — «Тайны кулис». Сценарий и постановка: Артём Киселёв. (премьера 15.05.2018)
- 2018 — «Очень простая история», по пьесе Марии Ладо. Режиссёр-постановщик: Юрий Пахомов. (премьера 01.09.2018)
- 2018 — «Снежная королева», по сказке Ганса Христиана Андерсена. Режиссёр-постановщик: Наталья Корлякова. (премьера 22.12.2018)
- 2018 — «Тайна старого сундука», сказка Виталия Романова. Режиссёр-постановщик: Артём Киселёв. (премьера 22.12.2018)
- 2019 — «Безымянная звезда», по пьесе Михаила Себастиана. Режиссёр-постановщик: Олег Молитвин. (премьера 25.01.2019)
- 2019 — «Недоросль», по пьесе Д.И. Фонвизина. Режиссёр-постановщик: Олег Молитвин. (премьера 07.04.2019)
- 2019 — «Приключения барона Мюнхгаузена», спектакль-фантазия по мотивам рассказов Рудольфа Распе, автор инсценировки Ксения Никитина. Режиссёр-постановщик: Александра Мамкаева. (премьера 21.12.2019)
- 2019 — «Фантазёры», Николай Носов. Режиссёр-постановщик: Евгения Мальгавко. (премьера 21.12.2019)
- 2019 — «Однажды в Сицилии», по пьесе Ивана Алифанова. Режиссёр-постановщик: Владислав Хрусталёв. (премьера 31.12.2019)
- 2020 — «История медведей панда, рассказанная одним саксофонистом, у которого имеется подружка во Франкфурте», телеспектакль по пьесе Матея Вишнека. Режиссёр-постановщик: Олег Молитвин. (премьера 25.06.2020)
- 2020 — «Репетиция полярного сияния», по пьесе Александры Сальниковой. Режиссёр-постановщик: Олег Молитвин. (премьера 24.10.2020)
- 2020 — «Визит старой дамы», по пьесе Фридриха Дюрренматта. Режиссёр-постановщик: Олег Молитвин. (премьера 12.12.2020)
- 2021 — «Не подруги», по пьесам «В тисках» и «Шкала» Галины Лавриненко. Режиссёр-постановщик: Константин Колесник. (премьера 02.03.2021)
- 2021 — «Баба Шанель», по пьесе Николая Коляды. Режиссёр-постановщик: Сергей Стеблюк. (премьера 03.04.2021)
- 2021 — «Серёжа очень тупой», по пьесе Дмитрия Данилова. Режиссёр-постановщик: Артём Киселёв. (премьера 26.09.2021)
- 2021 — «Катя», по пьесе Леонида Андреева «Екатерина Ивановна». Режиссёр-постановщик: Олег Молитвин. (премьера 30.10.2021)
- 2021 — «Волшебная лампа Аладдина», по мотивам сказок «Тысяча и одна ночь». Режиссёр-постановщик: Наталья Корлякова. (премьера 24.12.2021)
- 2021 — «На самом краешке Земли», сказка для малышей по пьесе Оксаны Розум. Режиссёр-постановщик: Данила Дейкун. (премьера 24.12.2021)
- 2022 — «Взаперти», по пьесе  Жана-Поля Сартра «За закрытыми дверями». Режиссёр-постановщик: Артём Киселёв. (премьера 09.02.2022)
- 2022 — «Матрёнин двор», по рассказу Александра Солженицына. Режиссёр-постановщик: Юрий Печенежский. (премьера 06.03.2022)
- 2022 — «Карточки для Э.», по пьесе Риты Кадацкой. Режиссёр-постановщик: Владислав Хрусталёв. (премьера 13.04.2022)
- 2022 — «Мухи тоже умеют целоваться», лирическая комедия Ксении Никитиной. Режиссёр-постановщик: Анна Литвякова. (премьера 21.05.2022)
- 2022 — «Король-олень», по пьесе Карло Гоцци. Режиссёр-постановщик: Сойжин Жамбалова. (премьера 07.06.2022)
- 2022 — «Преступление и наказание», по роману Ф. Достоевского. Режиссёр-постановщик: Максим Соколов. (премьера 17.09.2022)
- 2022 — «Бу-ра-ти-но!», по повести-сказке А.Н. Толстого. Режиссёр-постановщик: Евгения Мальгавко. (премьера 24.12.2022)
- 2022 — «Золотой петушок», по сказке А.С. Пушкина. Режиссёр-постановщик: Илья Бабушкин. (премьера 24.12.2022)
- 2023 — «Из племени Кедра», по роману томского писателя Александра Шелудякова. Режиссёр-постановщик: Никита Кузин. (премьера 31.03.2023)
- 2023 — «С Точкой по строчкам», детский спектакль Надежды Новиковой. Режиссёр-постановщик: Надежда Новикова. (премьера 29.04.2023)
- 2023 — «Созвездия», по пьесе британского драматурга Ника Пейна. Режиссёр-постановщик: Никита Кузин. (премьера 13.06.2023)
- 2023 — «Может быть, когда-нибудь...», Лара Тот. Режиссёр-постановщик: Наталья Корлякова. (премьера 21.06.2023)
- 2023 — «Очень дорогая тётя», по пьесе Рафаэля Лорана. Режиссёр-постановщик: Марина Кикеева. (премьера 25.06.2023)
- 2023 — «Гроза», по пьесе А. Островского. Режиссёр-постановщик: Олег Молитвин. (премьера 16.09.2023)
- 2023 — «Слуга двух господ», по пьесе Карло Гольдони. Режиссёр-постановщик: Иван Орлов. (премьера 18.11.2023)
- 2023 — «Сказ о Лунном цветке», волшебная сказка по пьесе Татьяны Угрюмовой по мотивам славянских легенд. Режиссёр-постановщик: Наталья Корлякова. (премьера 23.12.2023)
- 2023 — «Кукольная история», сказка по пьесе Татьяны Ворониной. Режиссёр-постановщик: Данила Дейкун. (премьера 23.12.2023)
- 2024 — «Двенадцать стульев», по роману Ильи Ильфа и Евгения Петрова. Режиссёр-постановщик: Пётр Норец. (премьера 16.04.2024)
- 2024 — «Игроки», Н.В. Гоголь. Режиссёр-постановщик: Наталья Корлякова. (премьера 23.06.2024)
- 2024 — «Любовный переполох», в основе «Любовная почта» А. Шаховского и «Бабушкины попугаи» Н. Хмельницкого. Режиссёр-постановщик: Анна Потапова. (премьера 08.09.2024)
- 2024 — «Братское сердце», по пьесе томского драматурга Сергея Максимова. Режиссёр-постановщик: Артём Киселёв. (премьера 08.12.2024)
- 2024 — «У самого синего моря», в основе спектакля «Сказка о рыбаке и рыбке» А.С. Пушкина. Режиссёр-постановщик: Владислав Хрусталёв. (премьера 21.12.2024)
- 2024 — «Волшебник Изумрудного города», по сказочной повести Александра Волкова. Режиссёр-постановщик: Анна Морозова. (премьера 21.12.2024)